# Пэрство Великобритании
Пэ́рство Великобрита́нии (англ. Peerage of Great Britain) включает в себя все ныне существующие пэрства, созданные в королевстве Великобритании после акта об унии 1707 года, но до Акта об унии 1800 года. Он заменил пэрства Англии и Шотландии, пока оно не было заменено собою пэрством Соединённого королевства в 1801 году.
До принятия Акта о Палате лордов 1999 года все пэры Великобритании могли заседать в Палате лордов.
Рангами великобританского пэрства, в порядке убывания, являются герцог, маркиз, граф, виконт и барон.
В следующей таблице великобританских пэров указываются высшие или равные титулы в других пэрствах.

## Герцоги в пэрстве Великобритании
См. также Список герцогских титулов Британских островов
| Титул                | Создание    | Другие герцогские титулы             |
| -------------------- | ----------- | ------------------------------------ |
| Герцог Брендон       | с 1711 года | герцог Гамильтон в пэрстве Шотландии |
| Герцог Манчестер     | с 1719 года |                                      |
| Герцог Нортумберленд | с 1766 года |                                      |

## Маркизы в пэрстве Великобритании
См. также Список маркизатов Британских островов
| Титул           | Создание    | Другие титулы                                       |
| --------------- | ----------- | --------------------------------------------------- |
| Маркиз Лансдаун | с 1784 года |                                                     |
| Маркиз Таунсенд | с 1787 года |                                                     |
| Маркиз Стаффорд | с 1786 года | герцог Сазерленд в пэрстве Соединённого королевства |
| Маркиз Солсбери | с 1789 года |                                                     |
| Маркиз Бат      | с 1789 года | виконт Вэймут в пэрстве Англии                      |
| Маркиз Аберкорн | с 1790 года | герцог Аберкорн в пэрстве Ирландии                  |
| Маркиз Хартфорд | с 1793 года |                                                     |
| Маркиз Бьют     | с 1796 года |                                                     |

## Графы в пэрстве Великобритании
См. также Список графских титулов Британских островов
| Титул                    | Создание                 | Другие графские или высшие титулы                                 |
| ------------------------ | ------------------------ | ----------------------------------------------------------------- |
| Граф Феррерс             | с 1711 года              |                                                                   |
| Граф Дартмут             | с 1711 года              |                                                                   |
| Граф Бристоль            | с 1714 года              | маркиз Бристоль в пэрстве Соединённого королевства                |
| Граф Танкервиль          | с 1714 года              |                                                                   |
| Граф Эйлсфорд            | с 1714 года              |                                                                   |
| Граф Макклсфилд          | с 1721 года              |                                                                   |
| Граф Грэм                | с 1722 года              | герцог Монтроз в пэрстве Шотландии                                |
| Граф Уолдгрейв           | с 1729 года              |                                                                   |
| Граф Харрингтон          | с 1742 года              |                                                                   |
| Граф Портсмут            | с 1743 года              |                                                                   |
| Граф Брук и Уорик        | с 1746 года; с 1759 года |                                                                   |
| Граф Бакингемшир         | с 1746 года              |                                                                   |
| Граф Гилфорд             | с 1752 года              |                                                                   |
| Граф Хардвик             | с 1754 года              |                                                                   |
| Граф Илчестер            | с 1756 года              |                                                                   |
| Граф де ла Уорр          | с 1761 года              |                                                                   |
| Граф Рэднор              | с 1765 года              |                                                                   |
| Граф Спенсер             | с 1765 года              |                                                                   |
| Граф Батерст             | с 1772 года              |                                                                   |
| Граф Хиллсборо           | с 1772 года              | маркиз Дауншир в пэрстве Ирландии                                 |
| Граф Эйлсбери            | с 1776 года              | маркиз Эйлсбери в пэрстве Соединённого королевства                |
| Граф Кларендон           | с 1776 года              |                                                                   |
| Граф Мэнсфилд и Мэнсфилд | с 1776 года; с 1792 года |                                                                   |
| Граф Абергавенни         | с 1784 года              | маркиз Абергавенни в пэрстве Соединённого королевства             |
| Граф Аксбридж            | с 1784 года              | маркиз Англси в пэрстве Соединённого королевства                  |
| Граф Толбот              | с 1784 года              | граф Шрусбери в пэрстве Англии; граф Уотерфорд в пэрстве Ирландии |
| Граф Гросвенор           | с 1784 года              | герцог Вестминстер в пэрстве Соединённого королевства             |
| Граф Кэмден              | с 1786 года              | маркиз Кэмден в пэрстве Соединённого королевства                  |
| Граф Маунт-Эджкамб       | с 1789 года              |                                                                   |
| Граф Фортескью           | с 1789 года              |                                                                   |
| Граф Карнарвон           | с 1793 года              |                                                                   |
| Граф Кадоган             | с 1800 года              |                                                                   |
| Граф Мамлсбери           | с 1800 года              |                                                                   |

## Виконты в пэрстве Великобритании
См. также Список виконтских титулов Британских островов
| Титул                         | Создание                 | Другие виконтские или высшие титулы              |
| ----------------------------- | ------------------------ | ------------------------------------------------ |
| Виконт Болингброк и Сент-Джон | с 1712 года; с 1716 года |                                                  |
| Виконт Кобэм                  | с 1718 года              |                                                  |
| Виконт Фалмут                 | с 1720 года              |                                                  |
| Виконт Торрингтон             | с 1721 года              |                                                  |
| Виконт Ленстер                | с 1747 года              | герцог Ленстер в пэрстве Ирландии                |
| Виконт Худ                    | с 1796 года              |                                                  |
| Виконт Лоутер                 | с 1796 года              | граф Лонсдейл в пэрстве Соединённого королевства |

## Бароны в пэрстве Великобритании
См. также Список баронских титулов Британских островов
| Титул                    | Создание                 | Другие баронские или высшие титулы                                                                            |
| ------------------------ | ------------------------ | --- |
| Барон Миддлтон           | с 1711 года              | |
| Барон Бойл из Марстона   | с 1711 года              | граф Корк и граф Оррери в пэрстве Ирландии                                                                    |
| Барон Хэй                | с 1711 года              | граф Кинноул в пэрстве Шотландии                                                                              |
| Барон Онслоу             | с 1716 года              | граф Онслоу в пэрстве Соединённого королевства                                                                |
| Барон Ромни              | с 1716 года              | граф Ромни в пэрстве Соединённого королевства                                                                 |
| Барон Ньюбург            | с 1716 года              | маркиз Чамли в пэрстве Соединённого королевства                                                               |
| Барон Уолпол и Уолпол    | с 1723 года; с 1756 года | |
| Барон Кинг               | с 1725 года              | граф Лавлейс в пэрстве Соединённого королевства                                                               |
| Барон Монсон             | с 1728 года              | |
| Барон Брюс из Тоттенхэма | с 1746 года              | маркиз Эйлсбери в пэрстве Соединённого королевства                                                            |
| Барон Понсонби           | с 1749 года              | граф Бессборо в пэрстве Ирландии                                                                              |
| Барон Вир                | с 1750 года              | герцог Сент-Олбанс в пэрстве Англии                                                                           |
| Барон Скарсдейл          | с 1761 года              | виконт Скарсдейл в пэрстве Соединённого королевства                                                           |
| Барон Бостон             | с 1761 года              | |
| Барон Пелэм из Стенмер   | с 1762 года              | граф Чичестер в пэрстве Соединённого королевства                                                              |
| Барон Вернон             | с 1762 года              | |
| Барон Дюси               | с 1763 года              | граф Дюси в пэрстве Соединённого королевства                                                                  |
| Барон Дигби              | с 1765 года              | барон Дигби в пэрстве Ирландии                                                                                |
| Барон Сандридж           | с 1766 года              | герцог Аргайл в пэрстве Шотландии и в пэрстве Соединённого королевства                                        |
| Барон Хоук               | с 1776 года              | |
| Барон Браунлоу           | с 1776 года              | |
| Барон Харроуби           | с 1776 года              | граф Харроуби в пэрстве Соединённого королевства                                                              |
| Барон Фоли               | с 1776 года              | |
| Барон Крэнли             | с 1776 года              | граф Онслоу в пэрстве Соединённого королевства                                                                |
| Барон Диневор            | с 1780 года              | |
| Барон Уолсингем          | с 1780 года              | |
| Барон Бэгот              | с 1780 года              | |
| Барон Саутгемптон        | с 1780 года              | |
| Барон Грэнтли            | с 1782 года              | |
| Барон Родни              | с 1782 года              | |
| Барон Элиот              | с 1784 года              | граф Сент-Джермен в пэрстве Соединённого королевства                                                          |
| Барон Сомерс             | с 1784 года              | |
| Барон Борингдон          | с 1784 года              | граф Морли в пэрстве Соединённого королевства                                                                 |
| Барон Тирон              | с 1786 года              | маркиз Уотерфорд в пэрстве Ирландии                                                                           |
| Барон Карлтон            | с 1786 года              | граф Шеннон в пэрстве Ирландии                                                                                |
| Барон Саффилд            | с 1786 года              | |
| Барон Кеньон             | с 1788 года              | |
| Барон Хау                | с 1788 года              | граф Хау в пэрстве Соединённого королевства                                                                   |
| Барон Брейбрук           | с 1788 года              | |
| Барон Фишервик           | с 1790 года              | маркиз Донегол в пэрстве Ирландии                                                                             |
| Барон Верулам            | с 1790 года              | граф Верулам в пэрстве Соединённого королевства                                                               |
| Барон Гейдж              | с 1790 года              | виконт Гейдж в пэрстве Ирландии                                                                               |
| Барон Тарлоу             | с 1792 года              | |
| Барон Окленд             | с 1793 года              | барон Окленд в пэрстве Ирландии                                                                               |
| Барон Брэдфорд           | с 1794 года              | граф Брэдфорд в пэрстве Соединённого королевства                                                              |
| Барон Дандас             | с 1794 года              | маркиз Шетленд в пэрстве Соединённого королевства                                                             |
| Барон Мендип             | с 1794 года              | граф Нормантон в пэрстве Ирландии                                                                             |
| Барон Малгрейв           | с 1794 года              | маркиз Норманби в пэрстве Соединённого королевства                                                            |
| Барон Ярборо             | с 1794 года              | граф Ярборо в пэрстве Соединённого королевства                                                                |
| Барон Лафборо            | с 1795 года              | граф Росслин в пэрстве Соединённого королевства                                                               |
| Барон Роус               | с 1796 года              | граф Стрэдброк в пэрстве Соединённого королевства                                                             |
| Барон Стюарт             | с 1796 года              | граф Морей в пэрстве Шотландии                                                                                |
| Барон Стьюарт            | с 1796 года              | граф Гэллоуэй в пэрстве Шотландии                                                                             |
| Барон Харвуд             | с 1796 года              | граф Харвуд в пэрстве Соединённого королевства                                                                |
| Барон Кодор              | с 1796 года              | граф Кодор в пэрстве Соединённого королевства                                                                 |
| Барон Каррингтон         | с 1797 года              | барон Каррингтон в пэрстве Ирландии; барон Карингтон из Аптона пожизненный в пэрстве Соединённого королевства |
| Барон Болтон             | с 1797 года              | |
| Барон Минто              | с 1797 года              | граф Минто в пэрстве Соединённого королевства                                                                 |
| Барон Лилфорд            | с 1797 года              | |
| Барон Вудхауз            | с 1797 года              | граф Кимберли в пэрстве Соединённого королевства                                                              |
| Барон Элдон              | с 1799 года              | граф Элдон в пэрстве Соединённого королевства                                                                 |